# Уго Бансер
Уго Бансер Суарес (10 май 1926 – 5 май 2002) е Боливийски генерал, диктатор и по-късно демократично избран президент на Боливия. Той е една от най-важните политически фигури в историята на страната през втората половина на XX век, като управлява в два периода – първо като военен диктатор (1971–1978), а по-късно като демократично избран президент (1997–2001).

## Биография

### Ранен живот и образование
Банзер е роден в град Консепсион, в департамент Санта Крус, Боливия. Завършва Военната академия на Боливия, след което специализира в САЩ (включително в прочутата Школа на Америките) и Аржентина.

### Военен преврат и диктатура (1971–1978)
На 21 август 1971 г., с подкрепата на въоръжените сили и десни политически сили, Банзер извършва преврат срещу левия генерал Хуан Хосе Торес. Установява авторитарен режим, характеризиращ се с:
- репресии срещу леви и синдикални организации,
- забрана на политически партии и преследване на опозицията,
- поддържане на тесни връзки със САЩ и други анти-комунистически режими от времето на Студената война.

Неговият режим е част от т.нар. Операция Кондор – координирано сътрудничество между южноамерикански военни диктатури за ликвидиране на леви активисти и дисиденти.
През 1978 г., след натиск от обществото и международната общност, Банзер е принуден да напусне властта.

### Завръщане и демократично управление (1997–2001)
След края на военната ера в Боливия, Банзер основава партията „Демократична и социална сила“ (ADN) и участва в демократичния процес. След няколко неуспешни опита, през 1997 г. е избран за президент чрез коалиционно споразумение.
Вторият му мандат е по-умерен и насочен към стабилизиране на икономиката и борба с наркотрафика. През 2001 г., поради тежко заболяване (рак), Банзер подава оставка и е наследен от вицепрезидента Хорхе Кирога.

### Смърт
Умира на 5 май 2002 г. в Санта Крус де ла Сиера от рак на белия дроб.

## Наследство
Уго Банзер остава противоречива фигура в боливийската история — едновременно осъждан за репресивния си режим и хвален от някои за икономическа стабилност и анти-комунизъм. Той е типичен представител на военната политика в Латинска Америка от времето на Студената война.

## Вижте още
- Операция Кондор
- История на Боливия
- Списък на президентите на Боливия